# Isla Credit
Isla Credit (en inglés: Credit Island) es una isla en el río Misisipí en el lado sur oeste de Davenport, estado de Iowa en la zona de «Quad Cities». Su nombre se deriva del uso de la isla como un puesto de comercio de los indígenas. El crédito podía ser obtenido con la promesa de cueros y pieles que se entregaban en un momento posterior. Fue inscrita en el Registro de Propiedades Históricas de Davenport el 3 de febrero de 1999.
Hoy en día, la isla es un parque de la comunidad de 420 acres (1,7 kilómetros cuadrados) bajo la jurisdicción de los Parques de Davenport. Cuenta con un campo de golf, béisbol, de rugby, fútbol, y los campos de softbol, pesca, refugios de pícnic, un sendero para bicicletas y es el escenario de muchos eventos públicos. 